# Ceropegia nigra
Ceropegia nigra är en oleanderväxtart som beskrevs av Nicholas Edward Brown. Ceropegia nigra ingår i släktet Ceropegia och familjen oleanderväxter. Inga underarter finns listade i Catalogue of Life.